# Daniel Burrows
Daniel Burrows (* 26. Oktober 1766 in Groton, Colony of Connecticut; † 23. Januar 1858 in Mystic, Connecticut) war ein US-amerikanischer Politiker. Zwischen 1821 und 1823 vertrat er den Bundesstaat Connecticut im US-Repräsentantenhaus.

## Werdegang
Daniel Burrows war der Onkel von Lorenzo Burrows (1805–1885), der zwischen 1849 und 1853 für den Staat New York im Kongress saß. Nach der Grundschule arbeitete er in Fabriken, die Kutschen und Wagen herstellten. Im Anschluss an ein Theologiestudium wurde er Geistlicher der Methodistenkirche. Politisch war er Mitglied der Demokratisch-Republikanischen Partei.
Zwischen 1816 und 1820 war Burrows Abgeordneter im Repräsentantenhaus von Connecticut. Im Jahr 1818 gehörte er einer Kommission zur Überarbeitung der Staatsverfassung an. Außerdem war er Mitglied einer Kommission, die die Grenze zwischen den Bundesstaaten Connecticut und Massachusetts neu festlegte. Bei den Kongresswahlen des Jahres 1820, die in Connecticut staatsweit abgehalten wurden, wurde er als Kandidat für den dritten Abgeordnetensitz in das US-Repräsentantenhaus in Washington, D.C. gewählt. Dort trat er am 4. März 1821 die Nachfolge von Samuel Foot an. Da er im Jahr 1822 auf eine weitere Kandidatur verzichtete, konnte er bis zum 3. März 1823 nur eine Legislaturperiode im Kongress absolvieren.
Nach dem Ende seiner Zeit im US-Repräsentantenhaus arbeitete Burrows zwischen 1823 und 1847 als Landvermesser und als Zollinspektor im Hafen von Middletown. Im Jahr 1826 war er nochmals Abgeordneter im Repräsentantenhaus von Connecticut. Er starb am 23. Januar 1858 in Mystic.